# 第1次桂内閣
第1次桂内閣（だいいちじ かつらないかく）は、陸軍大将の桂太郎が第11代内閣総理大臣に任命され、1901年（明治34年）6月2日から1906年（明治39年）1月7日まで続いた日本の内閣。
本内閣の成立後、藩閥政府の主宰の座を山縣有朋から引き継いだ桂と、元老筆頭の伊藤博文から立憲政友会を引き継いだ西園寺公望が協調、交互に首班となって組閣したことから、1913年（大正2年）の大正政変までの時期は桂園時代（けいえんじだい）と呼ばれている。
また、日露戦争が勃発したときの内閣であり、在任期間は1681日（4年と219日）で1つの内閣としては日本憲政史上最長である（現在の日本国憲法下では衆議院議員総選挙が行われるたびに内閣が総辞職するため、衆議院議員の任期である4年（約1460日）を超えるのは不可能である）。

## 内閣の顔ぶれ・人事
国務大臣
1901年（明治34年）6月2日任命。在職日数1681日。
| 職名 | 代 | 氏名       | 氏名 | 出身等                        | 特命事項等                    | 備考                                    |
| --- | -- | ---------- | ---- | ----------------------------- | ----------------------------- | --------------------------------------- |
| 内閣総理大臣 | 11 | 桂太郎     |      | 陸軍大将 子爵                 | 内務、文部大臣兼任            |                                         |
| 外務大臣 | 17 | 曾禰荒助   |      | 貴族院 無所属                 | 臨時兼任 （大蔵大臣兼任）     | 1901年9月21日免                         |
| 外務大臣 | 18 | 小村壽太郎 |      | 外務省 男爵                   |                               | 初入閣 1901年9月21日任                  |
| 内務大臣 | 16 | 内海忠勝   |      | 内務省 男爵                   |                               | 初入閣 1903年7月15日免                  |
| 内務大臣 | 17 | 児玉源太郎 |      | 陸軍中将 男爵                 | 台湾総督                      | 1903年7月15日任 1903年10月12日免        |
| 内務大臣 | 18 | 桂太郎     |      | 陸軍大将 子爵                 | 内閣総理大臣兼任              | 1903年10月12日兼 1904年2月20日免兼      |
| 内務大臣 | 19 | 芳川顕正   |      | 貴族院 無所属 子爵            |                               | 1904年2月20日任 1905年9月16日免         |
| 内務大臣 | 20 | 清浦奎吾   |      | 貴族院 無所属 （研究会）      | 農商務大臣兼任                | 1905年9月16日任                         |
| 大蔵大臣 | 10 | 曾禰荒助   |      | 貴族院 無所属                 | 外務大臣臨時兼任 逓信大臣兼任 |                                         |
| 陸軍大臣 | 6  | 児玉源太郎 |      | 陸軍中将 男爵                 | 台湾総督                      | 留任 1902年3月27日免                    |
| 陸軍大臣 | 7  | 寺内正毅   |      | 陸軍中将                      |                               | 初入閣 1902年3月27日任                  |
| 海軍大臣 | 5  | 山本権兵衛 |      | 海軍中将 （海兵2期）          |                               | 留任                                    |
| 司法大臣 | 11 | 清浦奎吾   |      | 貴族院 無所属 （研究会）      | 農商務大臣兼任                | 1903年9月22日免                         |
| 司法大臣 | 12 | 波多野敬直 |      | 司法省                        |                               | 初入閣 1903年9月22日任                  |
| 文部大臣 | 16 | 菊池大麓   |      | 貴族院 無所属 （研究会） 男爵 |                               | 初入閣 1903年7月17日免                  |
| 文部大臣 | 17 | 児玉源太郎 |      | 陸軍中将 男爵                 | 内務大臣兼任 台湾総督         | 1903年7月17日任 1903年9月22日免         |
| 文部大臣 | 18 | 久保田譲   |      | 貴族院 無所属 （研究会）      |                               | 初入閣 1903年9月22日任 1905年12月14日免 |
| 文部大臣 | 19 | 桂太郎     |      | 陸軍大将 子爵                 | 内閣総理大臣兼任              | 1905年12月14日任                        |
| 農商務大臣 | 18 | 平田東助   |      | 貴族院 無所属 （茶話会） 男爵 |                               | 初入閣 1903年7月17日免                  |
| 農商務大臣 | 19 | 清浦奎吾   |      | 貴族院 無所属 （研究会）      | 司法大臣兼任                  | 1903年7月17日任                         |
| 逓信大臣 | 12 | 芳川顕正   |      | 貴族院 無所属 子爵            |                               | 1903年7月17日免                         |
| 逓信大臣 | 13 | 曾禰荒助   |      | 貴族院 無所属                 | 大蔵大臣兼任                  | 1903年7月17日任 1903年9月22日免         |
| 逓信大臣 | 14 | 大浦兼武   |      | 貴族院 無所属                 |                               | 初入閣 1903年9月22日任                  |
| 1. 辞令のある留任は個別の代として記載し、辞令のない留任は記載しない。 2. 臨時代理は、大臣空位の場合のみ記載し、海外出張時等の一時不在代理は記載しない。 3. 代数は、臨時兼任・臨時代理を数えず、兼任・兼務は数える。 |    |            |      |                               |                               |                                         |

内閣書記官長・法制局長官
1901年（明治34年）6月2日任命。
| 職名 | 代 | 氏名       | 氏名 | 出身等        | 特命事項等   | 備考                 |
| --- | -- | ---------- | ---- | ------------- | ------------ | -------------------- |
| 内閣書記官長 | 12 | 柴田家門   |      | 貴族院 無所属 |              |                      |
| 法制局長官 | 9  | 奥田義人   |      | 農商務省      | 内閣恩給局長 | 留任 1902年9月26日免 |
| 法制局長官 | 10 | 一木喜徳郎 |      | 貴族院 無所属 | 内閣恩給局長 | 1902年9月26日任      |
| 1. 辞令のある留任は個別の代として記載し、辞令のない留任は記載しない。 2. 臨時代理は、大臣空位の場合のみ記載し、海外出張時等の一時不在代理は記載しない。 3. 代数は、臨時兼任・臨時代理を数えず、兼任・兼務は数える。 |    |            |      |               |              |                      |

勢力早見表
※ 内閣発足当初（前内閣の事務引継は除く）。
| 出身   | 国務大臣 | その他                     |
| ------ | -------- | -------------------------- |
| 貴族院 | 5        | 内閣書記官長 国務大臣のべ6 |
| 軍部   | 3        |                            |
| 官僚   | 0        |                            |
| その他 | 1        | 法制局長官                 |
|        | 9        | 国務大臣のべ10             |

## 内閣の動き
前内閣の第4次伊藤内閣は、伊藤博文筆頭元老が超然主義（衆議院の民意から意図的に距離を置いた藩閥主体の政権運営）からの脱却、議院内閣制の導入を模索し、衆議院に勢力を持っていた在野の政党を糾合して立憲政友会を政権与党として組織したが、藩閥を主宰していた山縣有朋元老の意趣返しによる貴族院との反目や政友会内の対立などで、1年足らずで政権は崩壊した。後任首相の選定において、元勲世代では、元老の筆頭であった伊藤と次席の山縣が反目しており、松方正義元首相は過去の2度の内閣が議会対策で失敗しており、西郷従道・大山巌両元帥は軍務畑であったことから、最後に残った井上馨元内相に大命降下される。しかし、井上が引き続き政友会を与党としようとしたが、これに対して井上と近しかった財界が反発、政友会の党内対立も続いており、さらに蔵相に期待していた渋沢栄一の就任が実現しなかったことから、組閣を辞退する。
元老会議では続いて、桂太郎前陸相を首相に推薦し、桂に大命降下される。桂は山縣の引き立てで陸軍から取り立てられた経緯があり、山縣が主宰する藩閥の後継者と目されており、組閣時の大臣人選も、山縣有朋系官僚が中心であった。世代的にも元勲世代であった過去の首相経験者（伊藤、山縣、松方、前年死没した黒田清隆、議会勢力として野にあった大隈重信）の次の世代になっており、山本権兵衛海相が同格の桂の部下になることを嫌って留任を渋るなど、当初は桂本人のリーダーシップの不足を山縣が補うことが想定されたことから、「小山縣内閣」などと揶揄される船出になった。また、議会対策については、立憲政友会、憲政本党（大隈総裁）などの主要政党は野党に回り、与党は帝国党のみという、オール野党に近い状態での船出となった。
桂内閣の懸案事項は、義和団事件で表面化したロシア帝国との対立であり、以下の4か条の政綱を定めた。
- 商工業の発達
- 海軍拡張
- 英国との協定の締結
- 韓国の保護国化

ちょうどこの頃、英国は栄光ある孤立からの脱却を模索しており、クロード・マクドナルド駐日公使からの日英連携の提案を受けて、桂内閣は8月5日、林董駐英公使に交渉開始の訓令を下す。同時に次善の策としてロシアとの関係改善の可能性も探るべく、9月18日、伊藤筆頭元老が外遊に出発する。10月16日から林公使とヘンリー・ペティ＝フィッツモーリス英外相との交渉が始まる中、11月28日に伊藤筆頭元老はウラジーミル・ラムスドルフ露外相と意見交換をはじめ、英国側に日露協商の可能性をほのめかせ、揺さぶりをかけた。これによって英国側も妥協に動き、12月7日、元老会議で日英同盟の締結を決定、調印に至る。
一方、内政においては、10月に米国での公債募集に失敗したことにより、予算不成立の危機に直面するが、各省が予算組み替えを行うことによって乗り切る。議会では政友会を筆頭に政府攻撃が行われるが、対露交渉中の伊藤総裁から、現況での国家的理由のない政府攻撃を戒める意向が伝えられ、更に桂内閣側からの切り崩しで勢力が議会の過半数を失うなどしたことから、最終的に政友会も矛を収めた。
1902年1月30日に日英同盟が調印され、対露方面はロシアの反応待ちの状態になる。4月8日、露清満洲撤兵協約が締結され、ロシア軍の満洲撤兵がはじまる（実際には一部が履行されたのみ）。6月14日には北清事変の講和条件付帯議定書に調印。8月10日、任期満了による第7回衆議院議員総選挙。外交的に一段落した時期の選挙であったため大きな勢力変更はなく、政友会は過半数を回復する。
選挙後、地租増徴の期限の延長が争点になる。桂内閣としては、期限を延長して増徴分を海軍拡張費に当てる見込みであったが、桂首相が頼んだ政友会内では、先の総選挙でも増徴反対を公約に掲げた候補もいたことから反対運動が白熱。伊藤総裁もこの動きに抗することができず、12月3日に第二党の憲政本党の大隈総裁と協約を結ぶ。翌4日、政友会、憲政本党はともに党大会を開き、増徴打ち切りを決議する。9日、第17回帝国議会召集。衆議院では政友会の有力者であった原敬が予算委員長になり、地租増徴を否決しようとしたため、政府は議会を停会、児玉源太郎台湾総督や近衛篤麿貴族院議長などが調停を行うが果たせず、28日、衆議院解散。
選挙を行っても、政友会と憲政本党の合同での過半数は動かず、政権運営は困難を極めることが想像されたことから、桂首相は伊藤総裁の一本釣りを企図。翌1903年1月2日、伊藤総裁が葉山御用邸に伺候した帰路に葉山の自身の別宅に招待し、過去の思い出話や泣き落としなどで、一晩かけて伊藤と和解を成立させる。伊藤との密約で打開の糸口をつかんだ桂の指示により予算の組みなおしが行われ、地租増徴継続案は中止、海軍拡張費には鉄道建設費を回し、玉突きで鉄道建設費に公債を充てる案を作成し、2月22日、伊藤との内談が終わり、密約が成立する。
3月1日、第8回衆議院議員総選挙。政友会は単独でわずかに半数を割ったが、憲政本党と合わせると大きく過半数を達成した。桂・伊藤間での妥協なので対外的には藩閥と政友会の対立は継続しており、選挙中から大浦兼武警視総監を筆頭に選挙干渉、政友会攪乱を行い、原敬ら政友会首脳はこれに応じた党内の首謀者を除名、伊藤も桂が密約の裏で警視庁を動かしていると誤解して一時態度を硬化させる。更に、4月に神戸で行われた観艦式や大阪で開かれた内国勧業博覧会で政府首脳や代議士が上洛した折、大阪で政友会有志が会合を開き、それまで総裁専制が定められていた党則の改正を要求、政府攻撃に乗り気でない伊藤総裁を突き上げた（大阪一揆）。党内を制御できなくなった伊藤総裁の求めで密約を公表することになり、4月21日、桂と伊藤が公式に面談する口実として、京都の山縣元老の別荘に桂首相、小村外相に加えて伊藤総裁が筆頭元老の資格で招待されて、公式には対露政策（満韓交換論）を議論しながら、密約公表の打ち合わせを行う。25日、政友会幹部が会合を行い、伊藤が密約の存在を公表、地租増徴撤回と引き換えに鉄道建設を断念する方針を表明する。原敬はこれを受け入れるのと引き換えに党改革を要求、伊藤総裁はこれを受け入れて、総裁としての権力を手放すこととなった。5月30日、議会で海軍拡張案が成立する。
山縣・桂の藩閥勢力は、更に政友会の勢力をとどめ置くべく、伊藤総裁を枢密院議長に推薦、祭り上げを図る。7月13日、伊藤は枢相に就任して総裁を辞任、後継の総裁には腹心の西園寺公望枢相が入れ違いに就任した。しかしこの後、政友会は山縣・桂の思惑とは逆に離党の動きは止まり、西園寺総裁の下で実権を握った原敬のもとで安定的な党運営が行われるようになる。
1903年に入るころには、ロシアは露清満洲撤兵協約を露骨に無視して、朝鮮半島を勢力圏とすべく軍の増派を始めた。8月12日、桂内閣は日露協定案を提示して外務交渉を始めるが、ロシアは時間をかけて引き伸ばしつつ、軍備を整え始める。日露交渉が行き詰まりを見せる中。12月5日、第19回帝国議会が召集されるが、11日、奉答文事件により、衆議院解散。衆議院議員が不在となった中で、1904年2月3日、協定案の交渉は決裂し、元老、閣僚間で開戦に合意。4日の御前会議を経て、6日、ロシア政府に最終通告を行った。
2月8日、日本軍は旅順口攻撃を行い、日露戦争が開戦。10日に宣戦布告がなされる。朝鮮半島への航路が確保される中、桂内閣は補給線を確実にすべく、23日に日韓議定書を締結する。3月1日、第9回衆議院議員総選挙。政友会は半数を割り込むが第一党、憲政本党が第二党。その後も日本軍は黄海海戦（8月10日）、遼陽陥落（9月4日）と勝利を重ねるが、ロシアはバルチック艦隊を派遣するなど、戦闘の終結の見込みは立たなかった。桂内閣は政友会相手に再度の増税についての根回しを行い、西園寺総裁は再度の増税を容認する。その後も、終戦後の政権運営について、原が政友会側の窓口となり、桂との秘密交渉を継続、桂は西園寺への政権禅譲の可能性をほのめかした。
1905年1月1日、旅順陥落。3月10日、奉天会戦勝利。陸では日本軍が大勢を確保したが、国民の負担は限界に近づいている中でバルチック艦隊との海戦をまだ控えており、講和交渉のタイミングが問題になる。桂と原の交渉では、講和交渉に対する国民・議会の不満は政友会が抑えるとともに、戦後は政友会に政権を譲り、政党嫌いの山縣は桂が説得する、という妥協ができあがった。4月21日、講和条件案が閣議決定。5月28日、日本海海戦で日本軍が勝利。これを受けて、8月10日よりポーツマス講和会議が開かれる。この頃、桂と原の交渉で、講和条約締結後、時間を置かず西園寺を首相に推薦することで合意する。28日、ポーツマス条約締結。賠償金等の講和条件が世論の期待を下回ったことから、9月5日、講和反対集会がエスカレートし、日比谷焼き討ち事件が発生。政友会は党内を西園寺、原らが抑え、この動きには参加しなかった。桂内閣は暴動を受けて戒厳令を発した。
その後、11月17日に第二次日韓協約に調印、朝鮮半島を勢力圏下に置き、日露戦争の当初目標を達成した。12月22日、桂内閣は総辞職、立憲政友会の西園寺公望総裁に大命が降る。